# Andrew Green
Pour les articles homonymes, voir Green.
Andrew Fleming Green (né le 6 août 1941) est un ancien diplomate britannique. Il est le président fondateur de MigrationWatch UK, une organisation concernée par l'immigration au Royaume-Uni.

## Biographie
Lord Green fait ses études à Haileybury avant d'aller au Magdalene College de Cambridge, où il étudie les sciences naturelles et l'économie. Il sert ensuite trois ans dans les Royal Green Jackets.
En rejoignant le service diplomatique en 1965, il étudie l'arabe au Liban. Par la suite, il passe la moitié de sa carrière au Moyen-Orient où il occupe six postes. Le reste de son service est partagé entre Londres, Paris et Washington DC. Il est ambassadeur britannique en Syrie (1991-1994) puis directeur pour le Moyen-Orient au ministère des Affaires étrangères, avant de servir pendant quatre ans et demi comme ambassadeur en Arabie saoudite.
Après sa retraite en juin 2000, Lord Green co-fonde MigrationWatch UK  avec David Coleman, professeur de démographie à l'Université d'Oxford. Il est président depuis sa création en décembre 2001.
Il préside Medical Aid for Palestinians (une organisation caritative britannique cherchant à améliorer les soins de santé pour les Palestiniens en Palestine et dans les camps de réfugiés) pendant trois ans . Il est pendant 12 ans membre du conseil d'administration de Christian Solidarity Worldwide (une organisation de défense des droits de l'homme qui parle au nom des chrétiens et d'autres personnes dans le monde qui souffrent de persécutions pour leurs croyances religieuses).
Il est coprésident du groupe de lobbying British Syrian Society, fondé par le beau-père du président Assad, Fawaz Akhras, jusqu'à sa démission en 2011 . Il est reconduit au poste de directeur de la Société en 2018 .
Il est nommé compagnon de l'Ordre de St Michael et St George (CMG) dans les honneurs d'anniversaire de 1991 et est promu Knight Commander (KCMG) dans les honneurs d'anniversaire de 1998.
Le 21 octobre 2014, il est créé pair à vie sur la recommandation personnelle de David Cameron pour le «bilan avéré de service public» de Green  et prend le titre de baron Green de Deddington, dans le comté d'Oxfordshire le 28 novembre 2014. Il siège comme crossbencher à la Chambre des lords.